# Nematolebias
Nematolebias – rodzaj ryb karpieńcokształtnych z rodziny strumieniakowatych (Rivulidae).

## Klasyfikacja
Gatunki zaliczane do tego rodzaju:
- Nematolebias papilliferus
- Nematolebias whitei – wachlarek brazylijski[3]